# Соцієтальне
Соцієта́льне (англ. societal) — одне із засадничих понять соціології. Воно з'являється у соціологічній теорії на межі XIX—ХХ ст., коли постала потреба у поняттях, що здатні відобразити сутність нової хвилі трансформаційних процесів на макрорівні, тоді як традиції вживання терміна «соціальне» в західній емпіричній соціології не відповідало цьому завданню.
Термін «соцієтальне» з'являється в соціально-філософському дискурсі Заходу на початку 1900-х рр. Американський соціолог В. Самнер за допомогою цього терміна прагнув виокремити закономірності певної колективної або групової організації діяльності індивіда. Його учень та послідовник А. Келлер використовує це поняття для соціологічного аналізу організаційних аспектів життєдіяльності суспільства, прагнучи побудувати цілісну теорію соцієтальної еволюції. Т. Парсонс застосовує поняття «соцієтальний», характеризуючи процеси, які відбуваються в суспільстві в цілому, а поняття «соціальне» — до соціальних явищ та процесів. Наче макроскопічний, інтегральний та динамічний культурно-соцієтальний комплекс уявляє соціальну систему П. Сорокін.
Є два основні значення поняття «соцієтальне». По-перше, поняття «соцієтальне» відноситься до аналізу всього суспільного життя і його сфер — економічної, політичної тощо. Тобто, «соцієтальне» тут збігається за значенням із «суспільним». По-друге, цим поняттям позначають також складну мережу взаємодіючих колективів і груп, що утворюють для індивіда систему підтримки соціальної ієрархії й вираження лояльності (Т. Парсонс).
Друге визначення охоплює ширше коло явищ і не обов'язково відносяться до макрорівня. Це — соціальні статуси і ролі, престиж і лояльність, диференціація та інтеграція, тобто практично все те, що відноситься до становища людей у суспільстві, їх приналежності до певних соціальних спільнот і груп. На початку 21 століття поняття «соцієтальне» міцно закріпилося в науковому тезаурусі в широкому значенні загальносистемного — характеризуючи суспільство як цілісну систему.